# Лекечі (річка)
Лекечі — річка в Україні, у Вижницькому районі Чернівецької області. Ліва притока Серету (басейн Дунаю).

## Опис
Довжина річки приблизно 6,7 км. Формується з багатьох безіменних струмків. Розташовані водоспади: Лекечі (4 м) і Лекечі верхній (3 м).

## Розташування
Бере початок на північному заході від гори Кінашка. Спочатку тече на південний, а потім на північний схід і на південному сході від села Лекечі впадає у річку Серет, ліву притоку Дунаю.
Притоки: Перегінка (права).